# Calahorra
Calahorra è un comune spagnolo di 23 768 abitanti (2007) situato nella comunità autonoma di La Rioja.
La città, situata sul fiume Ebro, ha origini antiche e un passato di notevole importanza. È sede vescovile.

## Storia
Dai resti degli scavi effettuati nella zona risulta una presenza umana indoeuropea già nel periodo del paleolitico e nel II secolo a.C. l'esistenza di Kalakoricos importante centro celtiberico. Cadde sotto l'influenza romana attorno al 195-194 a.C., durante la spedizione di Marco Porcio Catone in Hispania. In seguito a una ribellione contro Roma, perse la sua autonomia e venne definitivamente integrata nella Tarraconense nel 187 a.C. Venne ribattezzata Calagurris Iulia Nasica in cui il nome Iulia deriva da Giulio Cesare e Nasica da Publio Cornelio Scipione Nasica.
La sua importanza strategica la fece porre al centro delle lotte fra Gneo Pompeo e Quinto Sertorio dal 74 al 71 a.C., finite le quali cominciò un periodo di prosperità. Durante i regni di Augusto e Tiberio la città assurse al rango di Municipium civium romanorum che dava agli abitanti la cittadinanza romana con i diritti che comportava l'essere cittadino romano. Gli scavi archeologici confermano l'esistenza di una ricca città con templi, terme, circo, anfiteatro. Qui nacque intorno al 35 Marco Fabio Quintiliano famoso retore che insegnò retorica a Roma e scrisse i 12 libri dell'Institutio oratoria. Il Cristianesimo si diffuse rapidamente e nell'area dell'attuale cattedrale furono martirizzati i due legionari poi santi patroni della città Emeterio e Cheledonio. Nel 348 nacque qui Aurelio Prudenzio Clemente, nobile cristiano calaguritano governatore di importanti città, scrittore fra l'altro del Peristephanon raccolta di inni in onore dei santi e martiri. Nel IV secolo la città diventò sede episcopale.
Fu dominata dai visigoti, poi dagli arabi. In età medievale le lotte fra cristiani e musulmani per il suo possesso si susseguirono con esiti alterni finché nell'aprile del 1285 il re García III Sánchez di Navarra la strappò definitivamente all'Islam. Seguì però un periodo in cui i re navarri, aragonesi e castigliani si disputarono la città. Nonostante ciò Calahorra godette di un relativo benessere con un'importante presenza di Ebrei che formavano un gruppo autonomo, che si autogovernava con proprie leggi, usanze e religione. Abitavano in un quartiere della città detto Judería con la sinagoga e il cimitero, cinto da mura, una città dentro la città, finché non furono espulsi nel 1492 con l'avvento dei re cattolici. Nella città passò gli ultimi anni della sua vita il letterato, poeta, teologo, astronomo e astrologo Abraham ben Ma'Ir ben Ezra una delle maggiori personalità della cultura ispano-ebraica.
Altro personaggio illustre di Calahorra è Juan Jesus de Maria, nato nel 1564, eminente frate carmelitano beatificato nel 1998. Calahorra è stata anche un'importante tappa del cammino di Santiago de Compostela.

### Simboli
Lo stemma è uno scudo spagnolo partito: nel 1º d'azzurro, a due ferite con gocce di sangue di rosso; nel 2º di rosso, a due spade incrociate, simboli del martirio dei santi patroni Emeterio e Cheledonio, decapitati a Calahorra nel 298, i cui nomi sono riportati nella bordura d'oro.

## Monumenti e luoghi d'interesse
- Museo Municipal: ha sede nel municipio e fu inaugurato nel 1956, è dedicato interamente all'archeologia e, pur essendo di modeste dimensioni, possiede alcuni interessanti reperti come la cosiddetta Dama calagurritana copia marmorea romana di una statua greca del V secolo a.C.
- Catedral de la Asunción de Nuestra Señora: è un grande edificio d'impianto gotico della fine del XV secolo ma di stile rinascimentale con torre del 1532 e portali XVII secolo. Il Tesoro della cattedrale contiene oreficerie e codici miniati e alcuni quadri.
- Palacio Episcopal: imponente edificio in laterizi dei secoli XVI-XVIII.
- Iglesia de San Andrés: con portale gotico, del secolo XVI.
- Convento delle Carmelitane scalze: rinascimentale della fine del secolo XVI.
- Iglesia de Santiago: neoclassica dei secoli XVII-XVIII.
- Iglesia de san Francisco: nell'antica acropoli, è chiusa al culto e contiene i Pasos per le processioni della Settimana Santa.
- Humilliadero: cappelletta con croce all'inizio della città innalzata nel XVI secolo in onore dei pellegrini del cammino romano (Ruta Jacobea del Valle del Ebro).
- Santuario del Carmen: del secolo XVII
- Palazzi signorili con facciate plateresche e barocche delle vie centrali.

### Dintorni
- Arnedo, con le rovine di un castello arabo medioevale e la chiesa gotica di Santo Tomas del XVI secolo.
- Arnedillo, località termale.

## Amministrazione

### Gemellaggi
- Monte Compatri
- Caussade